# Arte visionária
A Arte Visionária pode ser entendida como um fazer artístico ou processo criativo, onde a produção está condicionada às experiências advindas de estados não ordinários de consciência ENOC. A Arte Visionária tem como propósito transcender o mundo físico, retratar visões que muitas vezes incluem temas espirituais e místicos ou, pelo menos, alicerçados em tais experiências. Essa busca na arte não é um fenômeno novo, diversos movimentos artísticos do passado tiveram essa mesma preocupação. A Arte Visionária na atualidade não defende um novo estilo específico, é possível encontrar artistas visionários sem treinamento acadêmico, como os naïfs, ou muito técnicos e de grande destreza e virtuosismo similar aos hiper-realistas. Ela pode usar materiais convencionais de pintura e desenho, ou então todos os tipos de inovações tecnológicas da fotografia, cinema e computação. Embora predominantemente figurativa, há artistas que trabalham com formas abstratas ou uma mescla de ambas. 
Segundo en:Laurence Caruana, escritor do Primeiro Manifesto da Arte Visionária: 
 “Onde os Surrealistas tentaram, através do estado onírico, se elevar as mais altas realidades (e contra o uso de narcóticos) os artistas visionários usam tudo a sua disposição – mesmo com grande risco pessoal – acessar diferentes estados de consciência e expor as visões resultantes. Os artistas visionários buscam mostrar o que repousa além das fronteiras de nossa percepção. Através dos sonhos, transes ou outros estados alternativos, o artista busca ver o invisível (ou o mundo dos espíritos) – atingindo um estado visionário que transcende nosso modo ordinário de percepção. A tarefa que o espera, consequentemente, é comunicar suas visões de forma reconhecível como na visão do dia-a-dia.” (CARUANA 2013, 01) 

## Conceituação
Há evidências de que a necessidade de retratar visões pode estar associada ao surgimento da arte no passado remoto. Investigadores como en:Henrich Klüver e en:David Lewis-Williams descobriram que vários desenhos e pinturas rupestres possuem padrões visuais típicos dos que estão presentes nos estados não ordinários de consciência e que ainda são realizadas por culturas diversas como as indígenas e bosquímanas por todo o planeta, além dos estados patológicos, xamânicos e psicodélicos (ver ENOC). Em 2009 a BBC de Londres realizou um interessante documentário a esse respeito em uma série de cinco capítulos chamado “Como a Arte Fez o Mundo”, sendo que o segundo capítulo, “O Dia em que as Imagens Nasceram”, discute o fenômeno (é possível assistir no Youtube).
Pelo fato da Arte Visionária se ocupar de estados não ordinários ou alternativos de consciência, o termo pode abranger também estados patológicos, pessoas acometidas de esquizofrenias, psicoses, epilepsias, aura de enxaqueca, etc., que também podem retratar suas experiências visuais resultantes desses estados. Desta forma a conceituação é parecida com a de Arte Bruta, tal como proposta pelo artista Jean Dubuffet em 1945 e que, no Brasil temos exemplos na obra de artistas como Bispo do Rosário e Moacir soares Faria, este documentado pelo cineasta Walter Carvalho em 2005 no filme Moacir Arte Bruta.

## Escolas e organizações
No início de 2013, na cidade de Viena na Áustria, foi fundada a Academia Vienense de Arte Visionária . Fundada por Laurence Caruana e vários seguidores e assistentes do pintor vienense Ernst Fuchs.
A Escola Vienense de Realismo Fantástico, que inclui Ernst Fuchs e Arik Brauer, é também considerada um catalisadora técnica e filosófica importante em sua forte influência sobre a cultura visionária contemporânea.
A Society for the Art of Imagination, fundada por Brigid Marlin atua como importante portal para eventos visionários. Recentemente uma nova onda de artistas visionários colaboram mutuamente na divulgação de seus trabalhos e ideias tanto na internet como em festivais como o Burning Man e Boom Festival, e espaços como Temple of Visions, Tribe 13, Synergenesis e o Interdimensional Art Movement. 
No Brasil, em julho de 2013 ocorreu na cidade de Campinas a Primeira Mostra Internacional de Arte Visionária reunindo diversos artistas nacionais e internacionais, e graças ao incentivo de artistas como Antar Mikosz e Ernesto Boccara e toda uma comunidade este movimento se consagra hoje como Bienal Internacional de Cultura Psicodélica e Artes Visionárias, onde a ciência e a arte se encontram como no período da renascença, criando o que pode ser chamado de uma "Renascença Psicodélica"

## Bienal Internacional de Cultura Psicodélica e Arte Visionária
A Bienal Internacional de Cultura Psicodélica e Arte Visionária (BICPSIeAV) teve sua fundação em 2013, através de um edital lançado por Rodrigo Henrique Binotto Nini, e é uma bienal internacional com foco em uma pesquisa planetária e forte perfil Latino Americano. Considerando a ancestralidade dos acessos aos Estados Não-Ordinários de Consciência (ENOC) e uma rica cultura em expansão graças, a aproximação cada vez maior de uma expressão visionária através de uma jornada de autoconhecimento projeta um futuro de abundância e prosperidade, enquanto trabalha a totalidade da existência. Tal arte visionária e cultura psicodélica que estavam a margem da sociedade começam agora, graças a ciência, novamente a se aproximar de seu centro. A Bienal destaca o cenário artístico de sua temática, valorizando uma expressão de arte que por anos se encontrava espalhada em vários pontos do Brasil e do Mundo e graças a este manifesto bienal o grande público tem acesso a ampla capacidade de produção de artistas visionários, enquanto cria-se a oportunidade para que cientistas e pesquisadores entrem em diálogo com o contexto cultural, histórico, sociopolítico e medicinal que englobam a temática, expandindo assim a retórica do movimento.  
Tendo críticas à proliferação da cultura bienal, ou "biennização", como já foi chamado, a BICPSIeAV visa criar um modelo sustentável baseado em melhores práticas que priorizem os artistas, a produção artística e a meticulosa apresentação e mediação da arte. A Bienal baseia-se em um processo de pesquisa que começa desde o local, expandindo para o regional e nacional e, finalmente, para o transnacional. Com o objetivo de dar acesso e valorizar uma cultura que é planetária, a Bienal pretende arraigar asas e visitar países da América Latina. Refletindo a perspectiva global da Bienal e a missão de aumentar o engajamento artístico no Brasil e no resto do mundo, propoe oficinas e workshops para que juntos os artistas e público possam explorar um território que ainda permanece relativamente inexplorado apesar da prolífica produção artística.
A Bienal Internacional de Cultura Psicodélica e Arte Visionária é um ambiente crítico de experimentação artística e produção de conhecimento, ativador de cooperação e intercâmbio entre atores e instituições locais e nacionais, instigador de generosidade em relação a todos os atuadores e um barômetro de questões sociais, políticas e econômicas atuais, filtradas através de práticas artísticas.

## Academia Brasileira de Arte Visionária
Patrimônio Imaterial da Humanidade - SITE - INSTAGRAM
Professor Coordenador/Fundador - Neurocientista Rodrigo Henrique Binotto Nini  
Cronologia
2009 - Visita a galeria de arte rupestre com mais de 8mil anos de história da arte.  
2013 - Palestras de Iniciação dentro do MIS - Museu da Imagem de Som de Campinas onde o Curador Rodrigo Nini apresentou na presença de Ernesto Boccara, Antar Mikosz, Amyr Cantusio o projeto da Academia inspirada na primeira academia da América Latina fundada por Pablo Amaringo, Luis Eduardo Luna e Anderson Debernard no Peru.   
2015 - Palestras de aprofundamento e inicio das rodas de leitura do Manifesto da Arte Visionária escrito por Laurance Caruana onde festivais como Psychofreaks, Gaia Connection, Mundo de Oz, ShivaTrance, Universo Paralello, Adhana nos convidaram para realização da oficina.   
2017 - Primeiras oficinas de pintura, desenho e escultura ao lado de Mark Henson, Ernesto Boccara e Chris Dyer contando presença de artistas de todo o Brasil.  
2018 - Apoio na fundação da Casa de Arte Yawanawá no Acre. Sendo esta a segunda na América Latina.   
2019 - Surgimento do nome Academia Brasileira de Arte Visionária através de pesquisas e desenvolvimento ao lado de Ernesto Boccara e Antar Mikosz.  
2021 - Ciclo de encontros online durante a pandemia Covid-19  
2023 - Realização da Residência Artística Mystika juntamente a CACO, Luke Brown e Luminokaya.   
2024 - Anunciada a Residência Artística Mystika: COSMOTRIBUTO ao lado do artista Jeisson Castillo    

## Artistas

### História
| - William Blake (1757–1827) - Hieronymus Bosch (c. 1450–1516) - Salvador Dalí (1904–1989) - Max Ernst (1891–1976) | - Morris Graves (1910–2001) - Edward Burne-Jones (1833–1898) - Frida Kahlo (1907–1954) - Nicholas Roerich (1874–1947) | - Gustave Moreau (1826–1898) - Samuel Palmer (1805–1881) - Remedios Varo (1908–1963) - João Cardoso (1994–Presente) |